# CEC國際控股
CEC國際控股有限公司，簡稱CEC國際控股，以及CEC國際（英語：CEC International Holdings Limited，港交所：0759），在1979年，由已故林偉駿創立名為「高雅電業公司」（Coils Electronic Co.），主要經營從事設計、開發、生產及銷售各種廣泛應用於電子及電器產品之線圈、鐵氧體粉料及其他電子元件，持有投資物業，以及經營連鎖式零食店759阿信屋。
其股份自1999年11月15日，於香港交易所主板上市。主要廠房位於中山、北京、新加坡、厦门等地區。

## 外部連結
- 0759.com（页面存档备份，存于）
- IRASIA.COM CEC國際控股有限公司（页面存档备份，存于）